# Odontocera quiinaphila
Odontocera quiinaphila là một loài bọ cánh cứng trong họ Cerambycidae.